# Festival de Knebworth
Le Festival de Knebworth (en anglais, Knebworth Festival) est un festival de rock et de pop récurrent en plein air organisé sur le terrain de la Knebworth House de Knebworth en Angleterre. Le festival a eu lieu pour la première fois en juillet 1974 avec des artistes dont l'Allman Brothers Band et les Doobie Brothers, et avec une affluence de 60 000 personnes.
Depuis lors, de nombreux concerts en plein air ont été organisés, avec un grand spectre d'artistes : les Rolling Stones, Lynyrd Skynyrd, Pink Floyd, Genesis, Frank Zappa, Led Zeppelin, les Beach Boys, Deep Purple, Queen (leur concert de 1986 était le dernier avec Freddie Mercury), Status Quo, Paul McCartney, Eric Clapton, Elton John, Phil Collins, Robert Plant, Dire Straits, Mike Oldfield, les Red Hot Chili Peppers, Robbie Williams ou encore Oasis.

## Plus grands concerts
- Les Rolling Stones ont joué devant environ 200 000 personnes en août 1976.
- En 1979, Led Zeppelin se produit au festival pour deux concerts, leurs premiers concerts au Royaume-Uni depuis 1975. Le groupe aurait selon lui joué devant une foule de plus de 200 000 personnes, même si les registres officiels ne répertorient que 109 000 personnes. The New Barbarians, le groupe solo de Ron Wood avec Keith Richards, a joué lors du deuxième spectacle le 11 août. Les premières parties étaient assurées par Fairport Convention et Chas and Dave.
- Les Beach Boys étaient les vedettes de la version 1980, concert qui s'est avéré plus tard être la dernière représentation britannique de la formation originale du groupe. Le batteur Dennis Wilson décède par noyade en 1983. En 2002 sort sous le nom de Good Timin': Live at Knebworth England 1980 un album live, enregistré au même festival.
- Le principal événement de 1985 était la première prestation du groupe nouvellement reformé Deep Purple au Royaume-Uni.
- Le 9 août 1986, Queen donne son dernier concert dans sa formation originale (Freddie Mercury, Brian May, Roger Taylor et John Deacon) avant le départ de Freddie Mercury[1]. Le biographe Mark Blake écrit, "L'audience était officiellement de 120 000 personnes, mais en réalité, le public était plus proche des 200 000". [2] Peter Hince, roadie de Queen, déclare : « À Knebworth, j'ai en quelque sorte senti que ce serait le dernier pour nous tous », tandis que Brian May se souvenait de Mercury qui disait : « Je ne ferai pas ça pour toujours. C'est probablement la dernière fois."[2] Queen ne s'est produit à nouveau en direct qu'après la mort de Mercury, lors de son concert hommage au stade de Wembley en avril 1992.

- Le 30 juin 1990, le parc a accueilli le concert des gagnants du Silver Clef Award, qui fut enregistré et sortit sur LP et disque compact, ainsi qu'une version VHS et disque laser plus tard cette année-là, avec une édition remasterisée sortie en DVD en 2002. Une édition "best-of" format Blu-ray avec vidéo SD améliorée et audio haute résolution (stéréo LPCM et DTS-HD Master Audio 5.1) est sortie en Europe en 2015. Elle comprend les performances d'artistes tels que Pink Floyd, Cliff Richard & The Shadows, Tears for Fears, Eric Clapton, Dire Straits, Elton John, Paul McCartney, Ray Cooper, Robert Plant (avec Jimmy Page), Status Quo et Phil Collins (avec Genesis).

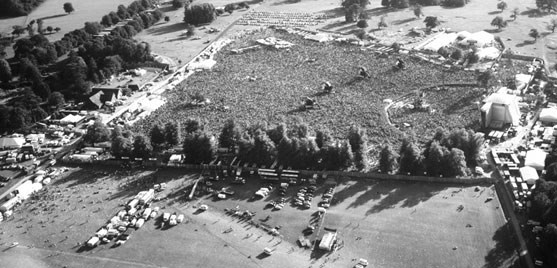
Oasis à Knebworth

- En 1996, Oasis, accompagné des Charlatans, de Kula Shaker, des Manic Street Preachers, des Bootleg Beatles, des Chemical Brothers, d'Ocean Color Scene et de The Prodigy, a joué deux fois devant un public de 125 000 personnes par nuit. Plus de 2,5 millions de personnes avaient demandé des billets pour cette édition, ce qui correspond à la tenue de 20 soirées à guichets fermés. Il s'agit de l'une des plus fortes demandes de billets de concert enregistrées au Royaume-Uni.
- En 2003, Robbie Williams est la principale vedette du festival pendant trois jours, attirant des foules de plus de 375 000 personnes, auxquelles s'ajoutent les 3,5 millions de personnes qui ont regardé le concert en direct à la télévision et en ligne[3]. D' autres artistes jouaient également sur la même scène, dont The Darkness, Ash, Moby et Kelly Osbourne[4]. Il s'agissait du plus grand concert pop britannique de tous les temps, qui a par ailleurs provoqué un énorme embouteillage sur l'A1 (M) alors que des milliers de voitures tentaient d'atteindre le site pendant l'heure de pointe du vendredi soir[5]. Robbie Williams publie la même année un album intitulé Live at Knebworth qui regroupe des chansons interprétées au festival. L'album a atteint la deuxième place des charts britanniques. Un DVD intitulé What We Did Last Summer, est sorti par la suite.
- En 2009, Metallica et Linkin Park étaient les têtes d'affiche du tout premier Sonisphere Festival au Royaume-Uni, aux côtés d'autres groupes comme Nine Inch Nails, Heaven & Hell et Avenged Sevenfold, dont le batteur The Rev jouait son dernier concert. Le festival a eu lieu à nouveau à Knebworth en 2010 avec Rammstein et Iron Maiden en tête d'affiche, et d'autres grands groupes tels qu'Alice Cooper, Iggy and the Stooges et Mötley Crüe. En 2011, le festival a accueilli la première représentation britannique des 4 grands groupes de thrash metal.
- Le concert de Pink Floyd de 1990 est sorti au complet après remasterisation et sur plusieurs formats (double LP 180 grammes 45 tours, disque compact et plates-formes numériques) le 30 avril 2021.
- A la suite du retour sur scène de Liam Gallagher, un film documentaire de 97 minutes a été réalisé, "Liam Gallagher - Knebworth 22", et sorti le 16 novembre 2022[6].

## Historique des concerts

### Années 1970
| Date             | Nom (en anglais)                         | Artistes | Public (approx.) | Ref.  |
| ---------------- | ---------------------------------------- | --- | ---------------- | ----- |
| 20 juillet 1974  | The Bucolic Frolic                       | The Allman Brothers Band, The Doobie Brothers, Mahavishnu Orchestra, The Sensational Alex Harvey Band, Van Morrison, Tim Buckley | 60,000           | ,     |
| 5 juillet 1975   | Knebworth Festival                       | Pink Floyd, Captain Beefheart, Linda Lewis, Monty Python, Steve Miller Band, Roy Harper                                          | 100,000          | ,     |
| 21 août 1976     | Knebworth Fair                           | 10cc, Hot Tuna, Lynyrd Skynyrd, Don Harrison Band, The Rolling Stones, Todd Rundgren                                             | 120,000          | ,     |
| 24 juin 1978     | A Midsummer Night's Dream                | Atlanta Rhythm Section, Brand X, Devo, Genesis, Jefferson Starship, Tom Petty and the Heartbreakers, Roy Harper                  | 60,000           | ,     |
| 9 septembre 1978 | Oh God Not Another Boring Old Knebworth! | Dave Edmunds, Frank Zappa, Nick Lowe, Peter Gabriel, The Boomtown Rats, The Tubes, les Solid Senders de Wilko Johnson            | 45,000           | [ 7 ] |
| 4 août 1979      | Knebworth Festival                       | Chas & Dave, Commander Cody, Fairport Convention, Led Zeppelin, The Marshall Tucker Band, Southside Johnny, Todd Rundgren        | 109,000          | ,     |
| 11 août 1979     | Knebworth Festival                       | Chas & Dave, Commander Cody, Led Zeppelin, The New Barbarians, The Marshall Tucker Band, Southside Johnny, Todd Rundgren         | 60,000           | ,     |

### Années 1980
| Date            | Nom (en anglais)                  | Artistes | Public (approx.) | Ref.   |
| --------------- | --------------------------------- | --- | ---------------- | ------ |
| 21 juin 1980    | Knebworth Festival                | Elkie Brooks, Lindisfarne, Mike Oldfield, The Beach Boys, The Blues Band, Santana | 45,000           | ,      |
| 15 juin 1981    | Capital Jazz Festival 1981        | Benny Goodman, Chuck Berry, Ella Fitzgerald, Lionel Hampton's Big Band (sans Hampton, qui était malade), Muddy Waters, Sarah Vaughan, Paraphernalia de Barbara Thompson, Arnett Cobb, Wallace Davenport et Ricky Ford, Illinois Jacquet, Art Pepper, Eddie Vinson, Buddy DeFranco et Terry Gibbs, Dexter Gordon | 50,000           | ,      |
| Juillet 1982    | Capital Jazz Festival 1982        | Pizza Express All Stars, NYJO, Zoot Money, Bobby Lamb–Ray Premru Band, le Ronnie Scott Quintet, Nucleus, Shakatak, Morrissey–Mullen, la Breakfast Band, Carmen McRae |                  | [ 14 ] |
| 17 juillet 1982 | Capital Jazz Festival 1982        | B.B. King, Jimmy Cliff, The Jazztet, Jay McShann, Tal Farlow |                  | [ 14 ] |
| 18 juillet 1982 | Capital Jazz Festival 1982        | The Crusaders, Spyro Gyra, Chico Freeman, Dick Hyman, Dizzy Gillespie |                  | [ 14 ] |
| 24 juillet 1982 | Capital Jazz Festival 1982        | Ray Charles, Gerry Mulligan's Big Band, Clark Terry, Freddie Hubbard–Ron Carter, Modern Jazz Quartet |                  | [ 14 ] |
| 25 juillet 1982 | Capital Jazz Festival 1982        | Wynton Marsalis, Lionel Hampton's Big Band, Steps Ahead, Dave Brubeck (avec Chris Brubeck et Jerry Bergonzi), Great Guitars |                  | [ 14 ] |
| Août 1982       | Greenbelt Festival                | Adrian Snell, Andy Pratt, Positive Earth, Bryn Haworth, Calvin Seerveld, Jim Wallis, Noel Paul Stookey, Paradise, Patrick Sookhdeo, Maxine and the Majestics, Rez Band, Roger Forster, Servant, Talking Drums, The Barratt Band                                                                                 |                  | [ 13 ] |
| Août 1983       | Greenbelt Festival                | 100% Proof, Cliff Richard, Jessy Dixon, Mighty Clouds of Joy, Sheila Walsh |                  | [ 13 ] |
| 22 juin 1985    | The Return of the Knebworth Fayre | Alaska, Blackfoot, Deep Purple, Mama's Boys, Meat Loaf, Mountain, Scorpions, UFO | 80,000           | ,      |
| 9 août 1986     | A Night of Summer Magic           | Queen, Status Quo, Big Country, Belouis Some | 120,000          | ,      |

### Années 1990
| Date         | Nom (en anglais)                      | Artistes | Public (approx.) | Ref.   |
| ------------ | ------------------------------------- | --- | ---------------- | ------ |
| 30 juin 1990 | The Silver Clef Award Winners Concert | Cliff Richard & The Shadows, Dire Straits, Elton John, Eric Clapton, Phil Collins avec Genesis, Paul McCartney, Pink Floyd, Robert Plant & Jimmy Page, Status Quo, Tears for Fears | 120,000          | [ 17 ] |
| 2 août 1992  | Genesis at Knebworth 1992             | Genesis, Lisa Stansfield, The Saw Doctors | 90,000           | ,      |
| 10 août 1996 | Oasis                                 | Oasis, Ocean Colour Scene, Manic Street Preachers, The Bootleg Beatles, The Chemical Brothers, The Prodigy                                                                         | 125,000          | [ 17 ] |
| 11 août 1996 | Oasis                                 | Oasis, Cast, Dreadzone, Kula Shaker, Manic Street Preachers, The Charlatans | 125,000          | [ 17 ] |

### Années 2000
| Date          | Nom (en anglais)                  | Artistes | Public (approx.) | Ref.   |
| ------------- | --------------------------------- | --- | ---------------- | ------ |
| 11 août 2001  | Ministry @ Knebworth 2001         | Bent, Jamiroquai, Lo Fidelity Allstars | 35,000           | ,      |
| 1er août 2003 | Robbie Williams Live at Knebworth | Ash, Kelly Osbourne, Moby, Robbie Williams, The Darkness | 125,000          | ,      |
| 2 août 2003   | Robbie Williams Live at Knebworth | Ash, Kelly Osbourne, Moby, Robbie Williams, The Darkness | 125,000          | ,      |
| 3 août 2003   | Robbie Williams Live at Knebworth | Ash, Kelly Osbourne, Moby, Robbie Williams, The Darkness | 125,000          | ,      |
| 30 juin 2007  | Wild in the Country 2007          | 2ManyDJs, Erol Alkan, Hot Chip, Justice, Sasha & John Digweed, Simian Mobile Disco, Tiga, Underworld                                                                     |                  |        |
| 1er août 2009 | Sonisphere Festival               | Airbourne, Alien Ant Farm, Anthrax, Björn Again, Bullet for My Valentine, Heaven & Hell, Linkin Park, Skindred, Soil, Taking Back Sunday, The Used                       | 55,000           | [ 24 ] |
| 2 août 2009   | Sonisphere Festival               | Alice in Chains, Avenged Sevenfold, Buckcherry, Feeder, Killing Joke, Lamb of God, Limp Bizkit, Machine Head, Mastodon, Metallica, Nine Inch Nails, Paradise Lost, Saxon | 55,000           | [ 24 ] |

### Années 2010
| Date             | Nom (en anglais)      | Artistes | Public (approx.) | Ref.   |
| ---------------- | --------------------- | --- | ---------------- | ------ |
| 30 juillet 2010  | Sonisphere Festival   | 65daysofstatic, Alice Cooper, Delain, Europe, Gary Numan, Terrorvision, Turisas | 55,000           | [ 24 ] |
| 31 juillet 2010  | Sonisphere Festival   | Anthrax, Apocalyptica, Corey Taylor, Family Force 5, Fear Factory, Gallows, Lacuna Coil, Mötley Crüe, Papa Roach, Placebo, Rammstein, Sabaton, Skunk Anansie, Soulfly, Therapy? | 55,000           | [ 24 ] |
| 1er août 2010    | Sonisphere Festival   | Alice in Chains, Bring Me the Horizon, cKy, The Cult, Dir En Grey, Fightstar, Funeral for a Friend, Henry Rollins, Iggy & The Stooges, Iron Maiden, Madina Lake, Pendulum, Skindred, Slayer | 55,000           | [ 24 ] |
| 8 juillet 2011   | Sonisphere Festival   | Anthrax, Diamond Head, Megadeth, Metallica, Slayer |                  | [ 24 ] |
| 9 juillet 2011   | Sonisphere Festival   | Architects, Bad Religion, Biffy Clyro, Cavalera Conspiracy, Sylosis, You Me At Six, Weezer |                  | [ 24 ] |
| 10 juillet 2011  | Sonisphere Festival   | Arch Enemy, Limp Bizkit, Mastodon, Motörhead, Parkway Drive, Slipknot, Volbeat |                  | [ 24 ] |
| 23 juin 2012     | Red Hot Chili Peppers | Red Hot Chili Peppers, Dizzee Rascal, The Wombats, Reverend and the Makers. | 80,000           |        |
| 2–4 août 2013    | Eastern Electronics   | Hot Natured, Moderat, Âme, Anja Schneider, Ata, Ben UFO, Blawan, Catz N Dogz, Chris Liebing, Claude VonStroke, The Climbers, Clockwork, Damian Lazarus, Dave Clarke, Deetron, Dixon, DJ Sneak, DJ Tennis, Droog, Dyed Soundorom, Eats Everything, Ellen Allien, Felix Dickinson, Francesca Lombardo, Futureboogie DJs, Gavin Herlihy, Geddes, Giles Smith, Guy Gerber, Heidi, Huxley, Infinity Ink, James Priestley, Josh Wink, Joy Orbison, Jozif, Justin Martin, DJ Koze, Krankbrother, Laura Jones, Levon Vincent, Luca Pilato, Maceo Plex, Magda, Masters at Work, Matthias Tanzmann, Maurice Fulton, Maxxi Soundsystem, Maya Jane Coles, Michael Mayer, Miguel Campbell, MK, Nick Curly, No Artificial Colours, Pan-Pot, PBR Streetgang, Prosumer, Ralph Lawson, Raresh, Richy Ahmed, Robert James, Roman Flügel, Ryan Crosson, Sasha, Seth Troxler, Shadow Child, Luke Slater, Soul Bros, Subb-an, Tama Sumo, Theo Parrish, Tommy Four Seven, Waifs and Strays | 12,000           | ,      |
| 4-6 juillet 2014 | Sonisphere 2014       | Metallica, Iron Maiden, The Prodigy, Dream Theater, Slayer, Alice in Chains, Deftones, Limp Bizkit, Watain, Mastodon, Band of Skulls, Frank Turner, Babymetal, Dropkick Murphys, Chas & Dave, Glass City Vice, The Sisters of Mercy | 50,000           | [ 25 ] |

### Années 2020
| Date        | Nom (en anglais) | Artistes                                                                               | Public (approx.) | Ref. |
| ----------- | ---------------- | -------------------------------------------------------------------------------------- | ---------------- | ---- |
| 3 juin 2022 | Liam Gallagher   | Abbie McCarthy, Pastel, Amyl and the Sniffers, Paulo Nutini, Kasabian, Liam Gallagher  | 100,000          | ,    |
| 4 juin 2022 | Liam Gallagher   | Jack Saunders, Goat Girl, Fat White Family, Michael Kiwanuka, Kasabian, Liam Gallagher | 100,000          | ,    |